# Vitor Meireles
Vitor Meireles es un municipio brasileño del estado de Santa Catarina. Tiene una población estimada al 2022 de 5 370 habitantes. Forma parte de la Región metropolitana del Alto Valle de Itajaí.

## Toponimia
Su nombre es en homenaje al pintor Victor Meirelles.

## Historia
En el año 1935 se establecieron los primeros inmigrantes (italianos, alemanes y polacos) en la localidad, en ese entonces era conocida como Rio Preso, otros nombres que adoptó el lugar fue: Alto Rio Dollmann, Forcação y Palmitos. 
Se emancipó de Ibirama en 1989 con el nombre de Vitor Meireles en homenaje al pintos catarinense.